# Den lille sorte
Begrebet den lille sorte blev introduceret i 1926 af den franske modedesigner Coco Chanel, og først præsenteret i amerikanske Vogue som en halvlang cocktailkjole med lange ærmer og en enkel, lige silhouet. Yves Saint-Laurent har udtalt, at selv han har svært ved at tidsfæste kjoler af denne type, fordi stilen er så tidløs.
Det er en knækort kjole, der bruges til fest eller ved andre anledninger, når man ønsker et pænt, klassisk udtryk. Kjolen er syet i sort stof og udstråler elegance.
Få kjoler har ændret modebilledet så stærkt. Marilyn Monroe bar den i filmen Asfaltjunglen fra 1950.
Audrey Hepburn bar den i 1960 i filmen Pigen Holly (originaltitel: Breakfast at Tiffany's), for anledningen designet af Hubert de Givenchy.
Det siges, at Coco Chanel gik i sort, mens hun sørgede over Arthur "Boy" Capel som døde i 1919, og at hendes første udgaver af den lille sorte var inspireret af de
enkle, sorte kjoler, franske bondekoner trak på i de landsbyer hun havde kendt som barn. Selv om Chanel gjorde sort til mode, var hun ikke den første til at se farvens charme. I 1916 nævnes little black satin dress i det engelske blad The Queen, og Henry James nævner a little black frock i The Wings of the Dove i 1902.
Karl Lagerfeld beskrev antrækket sådan: "I "den lille sorte" er man aldrig overpyntet eller for enkelt klædt." (One is never overdressed or underdressed in a little black dress).